# Leo Chenal
Leo Chenal ([ʃəˈnɛl]; geboren am 26. Oktober 2000 in Grantsburg, Wisconsin) ist ein US-amerikanischer American-Football-Spieler auf der Position des Linebackers. Er spielt seit 2022 für die Kansas City Chiefs in der National Football League (NFL) und war am College für die University of Wisconsin–Madison aktiv. Mit den Chiefs gewann Chenal den Super Bowl LVII sowie den Super Bowl LVIII.

## Frühe Jahre und College
Chenal wuchs in einer großen Familie mit insgesamt 15 Geschwistern und Halbgeschwistern in Wisconsin auf. Er besuchte die Highschool in Grantsburg und spielte dort Football als Runningback und Linebacker und wurde 2018 als Gatorade Player of the Year im Bundesstaat Wisconsin ausgezeichnet.
Ab 2019 spielte Chenal College Football für die Wisconsin Badgers an der University of Wisconsin–Madison, an der bereits sein älterer Bruder John als Fullback spielte. Er nahm dort zunächst eine Rolle als Ergänzungsspieler ein und kam in 11 von 14 Partien zum Einsatz, bevor er 2020 zum Stammspieler avancierte und in der aufgrund der COVID-19-Pandemie verkürzten Saison alle sieben Spiele als Starter absolvierte. In der Saison 2021, in der er die ersten beiden Spiele wegen eines positiven Tests auf COVID-19 verpasste, setzte Chenal 115 Tackles, davon 18,5 für Raumverlust, erzielte acht Sacks und erzwang zwei Fumbles. Er wurde in das All-Star-Team der Big Ten Conference sowie zum All-American gewählt und als Butkus-Fitzgerald Big Ten Linebacker of the Year ausgezeichnet. Zudem war Chenal einer von sechs Finalisten bei der Wahl zum Butkus Award, mit dem der beste Linebacker der College-Football-Saison ausgezeichnet wird. Er bestritt insgesamt 29 Spiele für die Badgers, davon 18 als Starter. Nach der Saison gab er seine Anmeldung für den NFL Draft bekannt.

## NFL
Chenal wurde im NFL Draft 2022 in der dritten Runde an 103. Stelle von den Kansas City Chiefs ausgewählt. In seiner ersten NFL-Saison war Chenal als dritter Linebacker Rotationsspieler und verzeichnete in der Regular Season 35 Tackles und einen Sack. Er zog mit den Chiefs in den Super Bowl LVII ein und nahm für den Großteil der Play-offs keine größere Rolle ein, machte aber beim 38:35-Sieg im Super Bowl gegen die Philadelphia Eagles mit sechs Tackles und einem Sack auf sich aufmerksam.
Auch 2023 war Chenal hinter Nick Bolton und Drue Tranquill dritter Linebacker der Chiefs, sah aber neben seinem Einsatz in den Special Teams auch mehr Spielzeit in der Defense, wo er 65 Tackles und drei Sacks in der regulären Spielzeit sammelte. Er erreichte mit den Chiefs erneut den Super Bowl. Im Super Bowl LVIII war Chenal erneut ein wichtiger Faktor und trug mit sechs Tackles, davon einem für Raumverlust, sowie einem erzwungenen Fumble gegen Runningback Christian McCaffrey und einem geblockten Extrapunkt im vierten Viertel wesentlich zum 25:22-Sieg der Chiefs nach Overtime über die San Francisco 49ers bei.
Chenal behielt seine Rolle als dritter Linebacker in der Defense sowie wichtiger Special Teamer auch in der Saison 2024. Am zehnten Spieltag wurde er als AFC Special Teams Player of the Week ausgezeichnet, als er einen Field-Goal-Versuch aus 35 Yards von Wil Lutz mit auslaufender Uhr blockte und damit den 16:14-Sieg der Chiefs über die Denver Broncos sicherte. Er erreichte in seiner dritten NFL-Saison zum dritten Mal in Folge mit den Chiefs den Super Bowl.

## NFL-Statistiken
| Saison                             | Saison | Spiele | Spiele      | Tackles | Tackles | Tackles | Tackles | Interceptions | Interceptions | Interceptions | Interceptions | Interceptions | Fumbles | Fumbles | Fumbles |
| Jahr                               | Team   | Spiele | als Starter | Gesamt  | Solo    | Ast     | Sacks   | PD            | INT           | Yds           | Lng           | TD            | FF      | FR      | TD      |
| ---------------------------------- | ------ | ------ | ----------- | ------- | ------- | ------- | ------- | ------------- | ------------- | ------------- | ------------- | ------------- | ------- | ------- | ------- |
| 2022                               | KC     | 17     | 8           | 35      | 19      | 16      | 1,0     | 0             | 0             | 0             | 0             | 0             | 0       | 0       | 0       |
| 2023                               | KC     | 16     | 12          | 65      | 40      | 25      | 3,0     | 1             | 0             | 0             | 0             | 0             | 0       | 0       | 0       |
| 2024                               | KC     | 17     | 14          | 60      | 40      | 20      | 1,0     | 3             | 0             | 0             | 0             | 0             | 3       | 0       | 0       |
| Gesamt                             | Gesamt | 51     | 32          | 160     | 99      | 61      | 5,0     | 4             | 0             | 0             | 0             | 0             | 3       | 0       | 0       |
| Quelle: pro-football-reference.com |        |        |             |         |         |         |         |               |               |               |               |               |         |         |         |